# 帕托卡 (伊利諾伊州)
帕托卡（英語：Patoka）是位於美國伊利諾伊州馬里昂縣的一個村落。

## 地理
帕托卡的座標為38°45′12″N 89°05′44″W / 38.75333°N 89.09556°W，而該地最高點為海拔高度154米（即505英尺）。

## 人口
根據2010年美國人口普查的數據，帕托卡的面積為2.87平方千米，當中陸地面積為2.87平方千米，而水域面積為0.00平方千米。當地共有人口584人，而人口密度為每平方千米203人。